# Friedenskirche (Kippenheim)

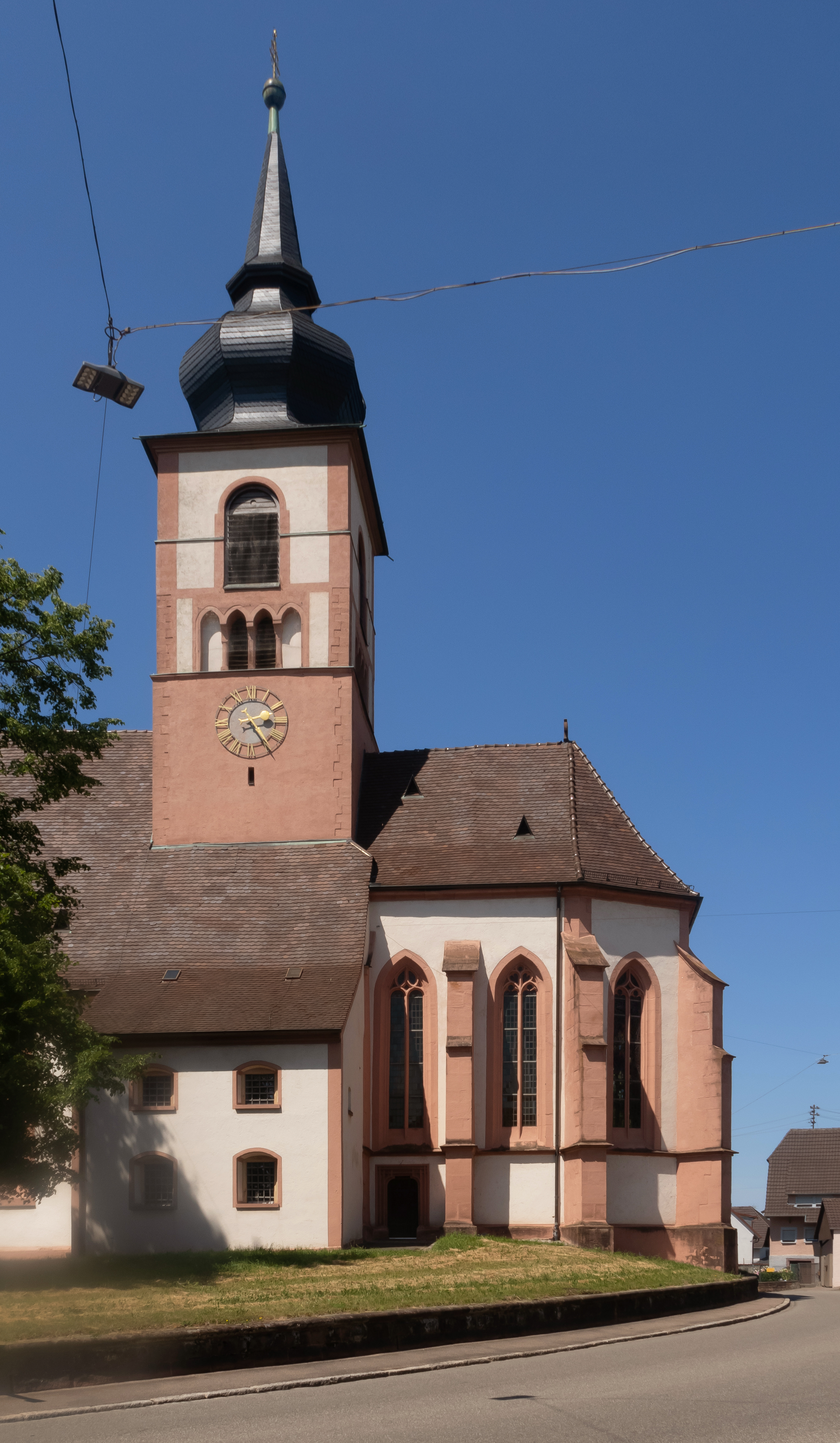
Chor und Turm der Friedenskirche von Süden

Die Friedenskirche in Kippenheim im Ortenaukreis in Baden-Württemberg ist die evangelische Dorfkirche und steht an zentraler Stelle im Dorfkern. Die hier am Fuß des Schwarzwaldes verlaufende B 3 umfährt die Kirche mit einer S-Kurve.

## Geschichte
Archäologische Funde weisen auf einen ersten Kirchbau im Zusammenhang mit der Gründung Kippenheims durch den fränkischen Fürsten Chippo 763 n. Chr. hin. Das heutige Turmfundament wurde um 1000 gelegt. Bernhard von Clairveaux besuchte die Kippenheimer Kirche am 1. Dezember 1146, um auch hier zum Zweiten Kreuzzug aufzurufen. Das heutige Kirchengebäude wurde im Wesentlichen um 1500 errichtet, aber nach einem Brand im 18. Jahrhundert wiederaufgebaut.
Bis 1961 wurde die Friedenskirche als Simultankirche genutzt, also auch von der katholischen Gemeinde. Seitdem dient sie allein der Kirchengemeinde Kippenheim, die zum Kirchenbezirk Ortenau der Evangelischen Landeskirche in Baden gehört.

## Bauwerk

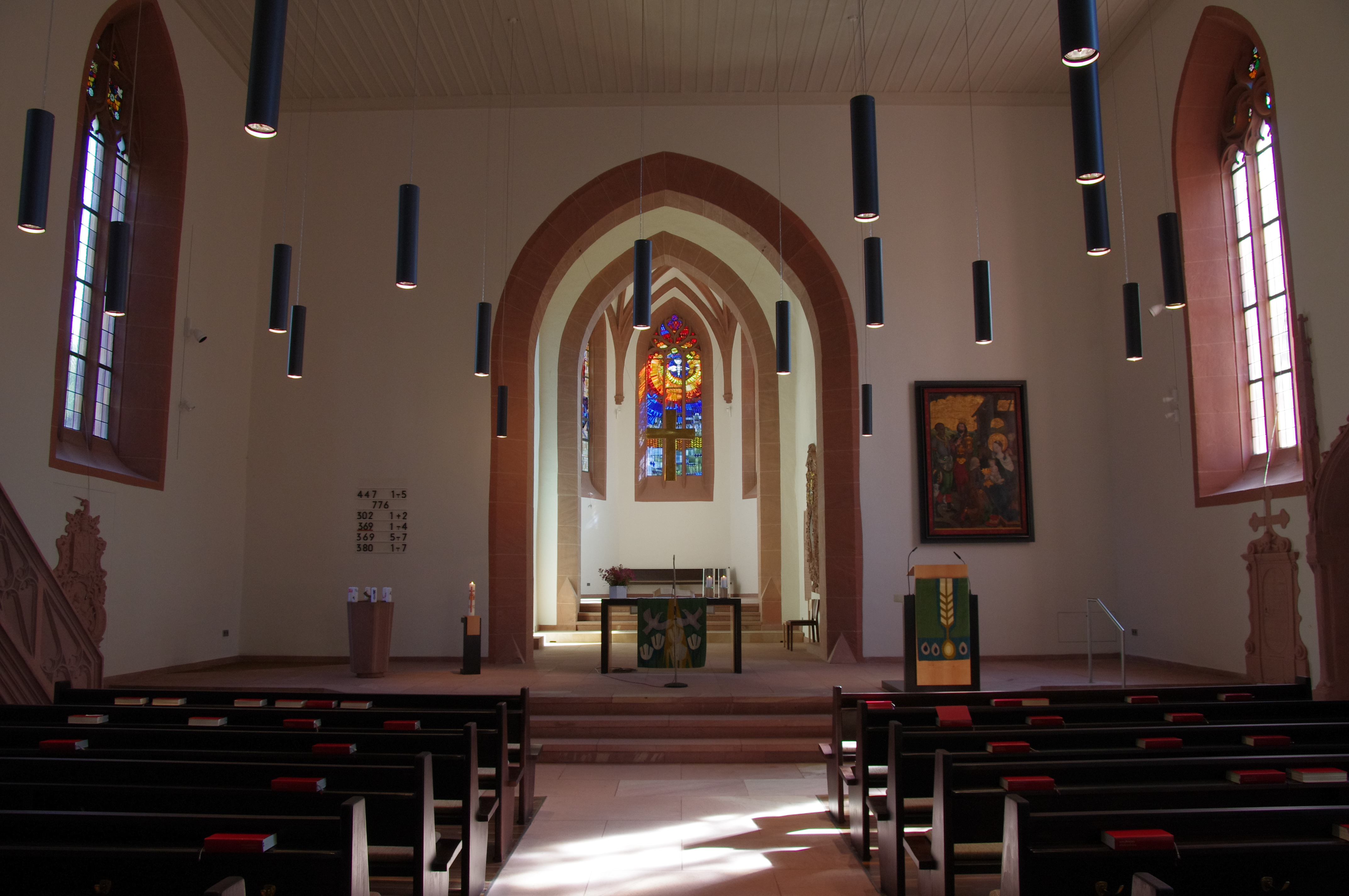
Blick aus dem Schiff durch das Turmerdgeschoss in den Chor

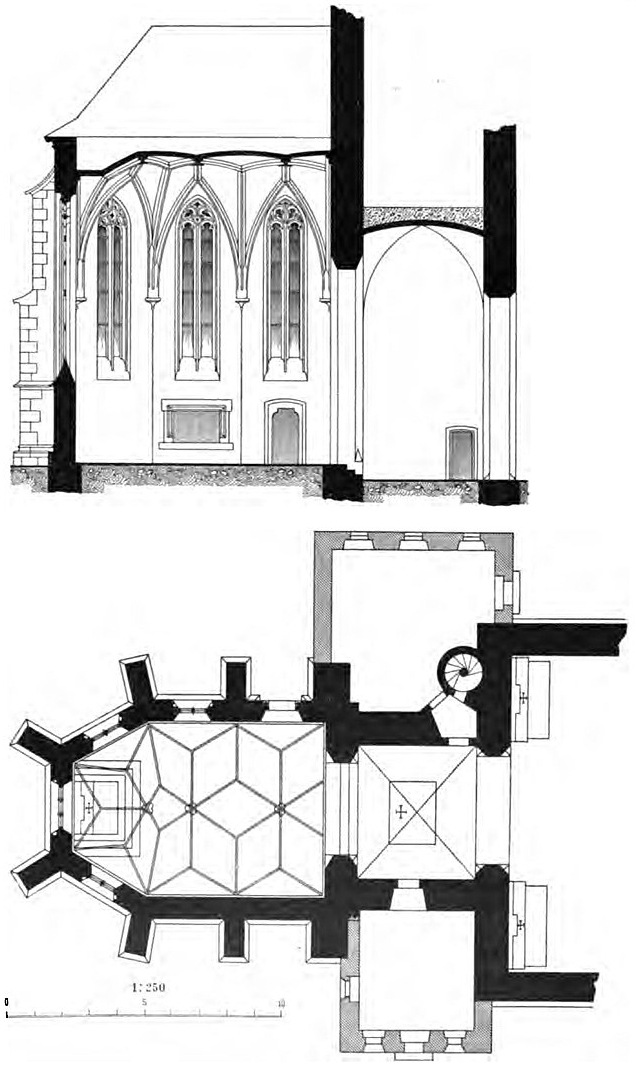
Grundriss und Längsschnitt von Chor und Turm

Die geostete Kirche ist in allen Teilen einschiffig. Der innen mit einem spätgotischen Netzgewölbe abschließende Chor besteht aus zwei Rechteckjochen und einem Polygon mit einem 5/8-Schluss. Außen ist er mit gestuften Strebepfeilern ausgestattet. Drei Seiten des Polygons und die Südseiten der Rechteckjoche sind mit spitzbogigen Maßwerkfenstern belichtet. Unter dem westlichsten dieser Fenster öffnet sich eine Priesterpforte mit Konsolensturz.
Westlich an den Chor schließt sich ein zentraler Chorturm mit Kreuzgewölbe an, daran das flachgedeckte Kirchenschiff. Das Dach des Turms besteht aus einer Zwiebelhaube mit aufgesetzter steiler Pyramidenspitze. Ein Querhaus gibt es nicht. Seitlich des Turms liegen die Sakristei und ein weiterer Nebenraum. Die Fenster des Kirchenschiffs sind ebenfalls spitzbogig und mit Maßwerk.

Der Fußboden des Kirchenschiffs liegt von seinem östlichen Fensterpaar an drei Stufen höher als im Laienbereich. Hier stehen vor dem Spitzbogen zum Turm ein moderner schlichter Altartisch, das Lesepult und ein ebenfalls modernes Taufbecken. Der Fußboden des Chors liegt drei Stufen höher als der von Altarplateau und Turm. Allein die Chorfenster sind mit – moderner – Glasmalerei geschmückt.